# 메디코스
《메디코스》(스페인어: Médicos, línea de vida 메디코스, 리네아 데 비다[*])은 멕시코의 텔레노벨라이다. 2019년 11월 11일 라스 에스트레야스에서 처음 방송되었다.

## 출연진
- 리비아 브리토 - 레히나 비야세뇨르
- 다니엘 아레나스 - 다비드 파레데스
- 그레텔 발데스 - 아나 카바예로
- 호세 엘리아스 모레노 주니어 - 곤살로 올메도
- 카를로스 데 라 모타 - 루이스 갈반
- 이사벨 부르 - 신시아 게레로
- 마리솔 델 올모 - 콘스탄사
- 에리카 데 라 로사 - 미레야 나바로
- 로드리고 머레이 - 르네 카스티요
- 페데리코 아요스 - 라파엘 칼데론
- 다니엘 토바르 - 다니엘 후아레스
- 달리라 폴랑코 - 루스 곤살레스
- 스칼렛 그루버 - 타니아 올리바레스
- 마우리시오 에나오 - 마르코 아발로스
- 로레나 가르시아 - 파멜라 미란다
- 미셸 로페스 - 디에고 마르티네스
- 로돌포 살라스 - 아르투로 몰리나
- 호르헤 오티스 데 피네도 - 엔리케 라라 박사
- 일리아나 폭스 - 수사나 알바레스 데 갈반
- 오스발도 데 레온 - 세르히오 아빌라
- 루이스 가티카 - 프란시스코 "파코" 후아레스
- 라켈 가르사 - 엘레나 데 후아레스
- 에우헤니아 카우두로 - 패트리샤 게레로
- 이리 네오 알바레스 - 안드레스 게레로
- 리아 페레 - 세실리아
- 마리아 알리시아 델가도 - 마르타
- 미겔 피사로 - 에스테반 사발라
- 카리나 리코 - 필라르 데 미란다
- 로베르토 미겔 - 아구스틴 미란다
- 에우제니오 몬테소로 - 산티아고 몬테시노스
- 리카르도 멘돈사 "엘 코요테" - 미겔
- 하이메 마게오 - 가브리엘 갈반 알바레스
- 카렌 펄롱 - 카롤리나